# Saxo-fridericia aculeata
Saxo-fridericia aculeata là một loài thực vật có hoa trong họ Rapateaceae. Loài này được Kornicke miêu tả khoa học đầu tiên năm 1872.